# حصار روما (1849)
وقع حصار روما بين 3 يونيو و2 يوليو 1849م من طرف فرنسا في عهد نابليون الثالث بقيادة العقيد شارل أودينو، انتهى الحصار بانتصار الفرنسيين ودخولهم روما وتعيين حاكم عسكري إلى أن يعود بيوس التاسع.